# كينيث س. سميث
كينيث س. سميث هو مهندس كندي، ولد في 8 مايو 1932 في تورونتو في كندا.